# Notothenia neglecta
Notothenia neglecta är en fiskart som beskrevs av Nybelin, 1951. Notothenia neglecta ingår i släktet Notothenia och familjen Nototheniidae. Inga underarter finns listade i Catalogue of Life.